# Асхадуллин, Фидус Фаизович
Фидус Фаизович Асхадуллин (род. 12 декабря 1941) — старший мастер атомной паропроизводительной установки атомохода «Арктика», Герой Социалистического Труда.

## Биография
Родился 12 декабря 1941 года в городе Янауле Янаульского района Башкортостана. Окончил местную среднюю школу.
Служил на флоте, ходил на атомных подводных лодках, приобрел специальность. После демобилизации уехал в Мурманск, девять лет работал на атомном ледоколе «Ленин».
В конце 1972 года большую группу специалистов с ледокола во главе с капитаном Ю. С. Кучиевым командировали в Ленинград. Там Фидус Асхадуллин принял участие в испытании нового атомного ледокола «Арктика». 9 августа 1977 года атомоход снялся с якоря и взял курс на Северный полюс.
По прибытии на полюс по переговорному устройству Фидуса вызвал вахтенный механик Михаил Семенович Гурьян и приказал:

— Асхадуллин, тебе почётное задание: установить на Северном полюсе десятиметровый флагшток для поднятия Государственного флага СССР. Выполняй!

Из воспоминаний самого Асхадуллина Ф. Ф., установкой флагштока руководил Маркин С. М. при участии Асхадуллина, Шпринга и Кравцова
После этого с корабля был спущен парадный трап и на флагштоке подняли флаг СССР.
Пятнадцать часов провели на полюсе члены команды с «Арктики».
За выдающиеся заслуги в подготовке и осуществлении экспериментального рейса атомного ледокола «Арктика» в район Северного полюса и проявленные при этом мужество и героизм Указом Президиума Верховного Совета СССР от 14 сентября 1977 г. Ф. Ф. Асхадуллину присвоено звание Героя Социалистического Труда.
На атомном ледоколе «Арктика» проработал 17 лет, затем 13 лет на атомном ледоколе «Таймыр». В 65 лет вышел на пенсию.
Центральная улица в деревне Старый Куюк названа в честь Героя Социалистического Труда — Фидуса Фаизовича Асхадуллина.

## Награды
- Герой Социалистического Труда (1977).